# Peter Wechsler
Peter Wechsler (* 3. Juli 1951 in Zürich) ist ein Schweizer Maler und Graphiker.

## Leben
Peter Wechsler, Sohn des Autors David Wechsler und Johanna Wechsler (geb. Caspers), wuchs in Zürich und Davos auf. Seit 1971 lebt er in Wien. Er studierte von 1971 bis 1974 an der Akademie der bildenden Künste Wien in den Meisterklassen für Malerei bei Rudolf Hausner und Walter Eckert.

## Wirken
Peter Wechsler widmete sich zunächst der Zeichnung und der tiefdruckgraphischen Technik der Kaltnadel. Ab 1975 Malerei in Tempera und Öl unter dem Einfluss des  Abstrakten Expressionismus, ab 1994 Struktur-Bleistiftzeichnungen. Ab 2008 entstehen Arbeiten mit Glas in Kooperation mit der Glasmalerei Geyling, Wien. Ab 2012 entstehen vermehrt Arbeiten in der Technik Tuschpinselzeichnungen auf Papier.

## Ausstellungen
Seit 1986 Ausstellungen in Österreich, Deutschland und der Schweiz. Arbeiten in öffentlichen Sammlungen wie  Albertina Museum Wien, Staatsgalerie Stuttgart und Kunsthaus Zürich.

## Veröffentlichungen
- Geometrie der Hand. Texte von Eugen Gomringer, Fritz Koreny, Ingo Nussbaumer. Triton Verlag, Wien 1998, ISBN 3-85486-011-0.
- Glasobjekte. Texte von Markus Kristan. Etage Verlag, Hamburg 2012, ISBN 978-3-902117-19-9.
- Zeichnungen – Kleinteilig wächst die Welt zusammen. Ausstellungskatalog Kunsthaus Zürich, Texte von Bernhard von Waldkirch, Vera Hausdorff, Marietta Mautner, Heinz Widauer. Wienand Verlag, Köln 2016, ISBN 978-3-86832-369-6.